# Pliening
Pliening – miejscowość i gmina w Niemczech, w kraju związkowym Bawaria, w rejencji Górna Bawaria, w regionie Monachium, w powiecie Ebersberg. Leży około 18 km na północny zachód od Ebersberga.

## Demografia
Dane o ludności z 31 grudnia 2008:
| Opis                                | Ogółem | Ogółem | Kobiety | Kobiety | Mężczyźni | Mężczyźni |
| ----------------------------------- | ------ | ------ | ------- | ------- | --------- | --------- |
| Jednostka                           | osób   | %      | osób    | %       | osób      | %         |
| Populacja                           | 5064   | 100    | 2504    | 49,45   | 2560      | 50,55     |
| Wiek przedprodukcyjny (0–17 lat)    | 1058   | 20,89  | 504     | 9,95    | 554       | 10,94     |
| Wiek produkcyjny (18–65 lat)        | 3359   | 66,33  | 1660    | 32,78   | 1699      | 33,55     |
| Wiek poprodukcyjny (powyżej 65 lat) | 647    | 12,78  | 340     | 6,71    | 307       | 6,06      |

## Polityka
Wójtem gminy jest Georg Rittler z CSU, rada gminy składa się z osób.
|      | CSU | SPD | FW | NF | WGG | AfP | Razem |
| 2008 | 6   | 3   | -  | 3  | 1   | 3   | 16    |
| 2002 | 7   | 3   | 2  | 3  | 1   | -   | 16    |